# Robert Hart
Robert Hart (1 de noviembre de 1958 en Bournemouth, Inglaterra) es un cantante y compositor británico. En la actualidad es el vocalista de las agrupaciones Manfred Mann's Earth Band y Diesel. También ha hecho parte de las bandas The Company of Snakes y Bad Company, reemplazando en esta última a Brian Howe.

## Discografía

### Solista
- Cries And Whispers (1989)
- Robert Hart (1992)
- Boys on the Corner (1992)
- Fooled Around And Fell in Love (1993)
- Heart and Soul (1994)
- A Little Love Is Overdue (1999)
- Angel (2005)
- We Will Remember Them (2009)
- We Aint Going Home Empty Handed (2009)